# 好萊塢環球影城

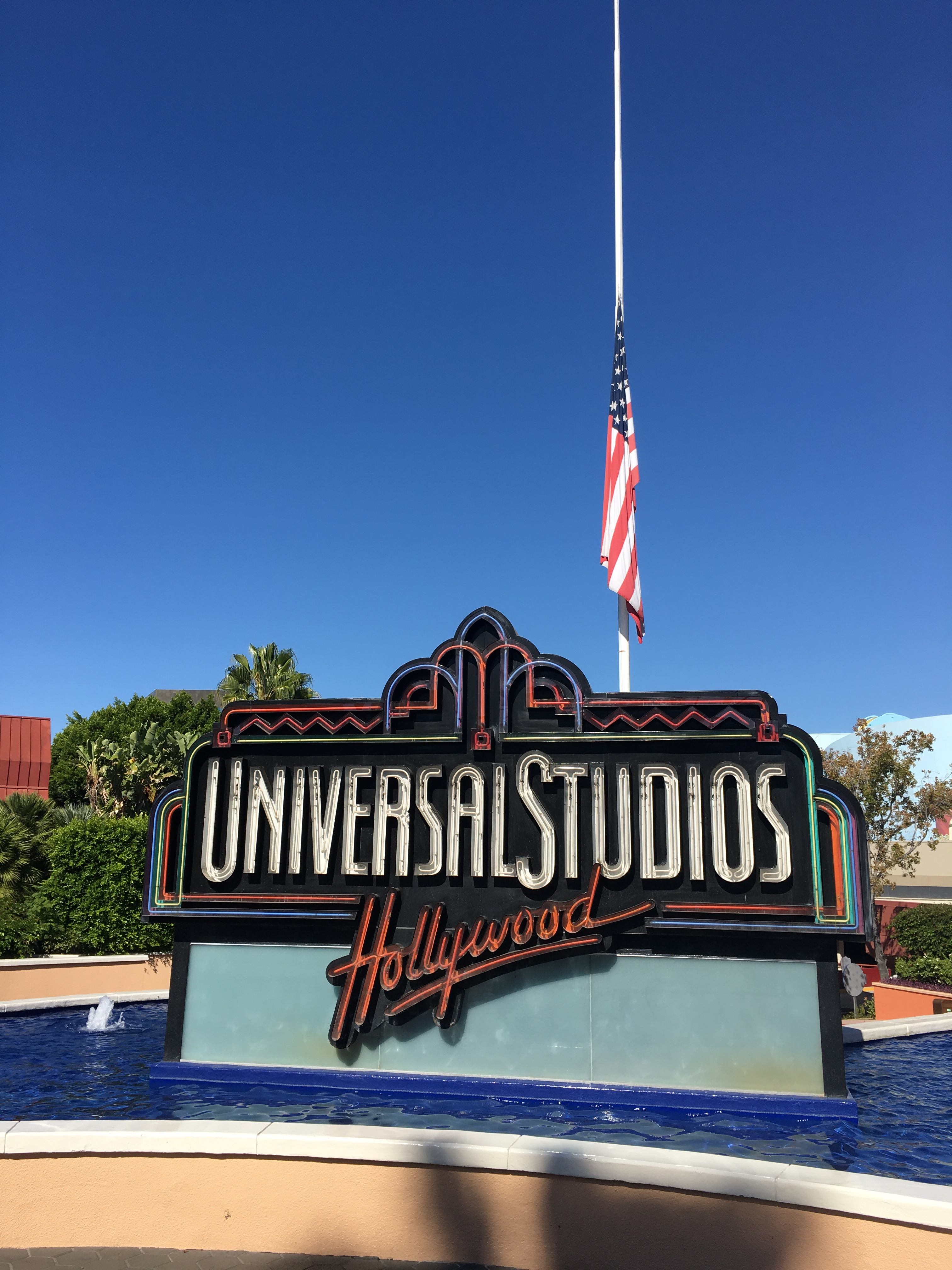
好萊塢環球影城

34°08′11″N 118°21′22″W / 34.136518°N 118.356051°W
好萊塢環球影城（英語：Universal Studios Hollywood）是一座電影製片廠及主題樂園，位於美國加州洛杉磯縣的環球市。它是仍在使用的好萊塢電影製片廠之一。其官方的的行銷標題是「洛杉磯娛樂之都」（The Entertainment Capital of LA），然而在暑假期間則經常以「洛杉磯最酷的地方」（The Coolest Place in LA）作為廣告標語。起初並非單純要做遊樂園，而是為了提供遊客參觀真正的環球影城攝影棚和場景而設立，是到了後來並漸漸走向開發成渡假區的經營模式，也因此與後來的環球影城相比有獨有的歷史特色。
在主題樂園之外，環球市包括有希爾頓酒店、喜來登酒店及度假村集團、 多廳電影院和好萊塢城市大道，內有數家商店和餐廳，還有五座塔音樂廣場（5 Towers）。

## 歷史

### 早期製片廠遊覽
從一開始環球影業就已提供參觀製片廠的遊覽。在默片時代，因為當時的環球市仍是有農場的鄉村，卡爾·萊姆勒（Carl Laemmle）提供的導覽還包括了採買新鮮蔬果。1930年代初期，因有聲電影的出現而終止了這個導覽。

### 好萊塢環球影城的到來
1962年，美國音樂公司（Music Corporation of America）接手環球影業之後，會計師建議在製片廠增加導覽可增加利潤，這是環球影城的起源。在1964年，包括參觀更衣化妝間、觀察實際拍片過程，以及參與攝影棚錄影的導覽模式成型。不過多年後隨商業模式的變化，並不是要做遊樂園的影城導覽計畫，卻演變成現在的主題樂園，也讓環球影城逐漸發展成為度假區巨擘，有導遊講解的遊園車之旅（原稱：GlamorTrams）雖然為經典行程，仍保留在經常進行拍攝作業的外景片場穿梭，但攝影棚表演，特技示範，和高科技遊樂設施取代了曾經讓影迷嚮往的環球影城好萊塢的拍片過程，成為大小老少的遊玩去處。

### 外景拍攝場火災

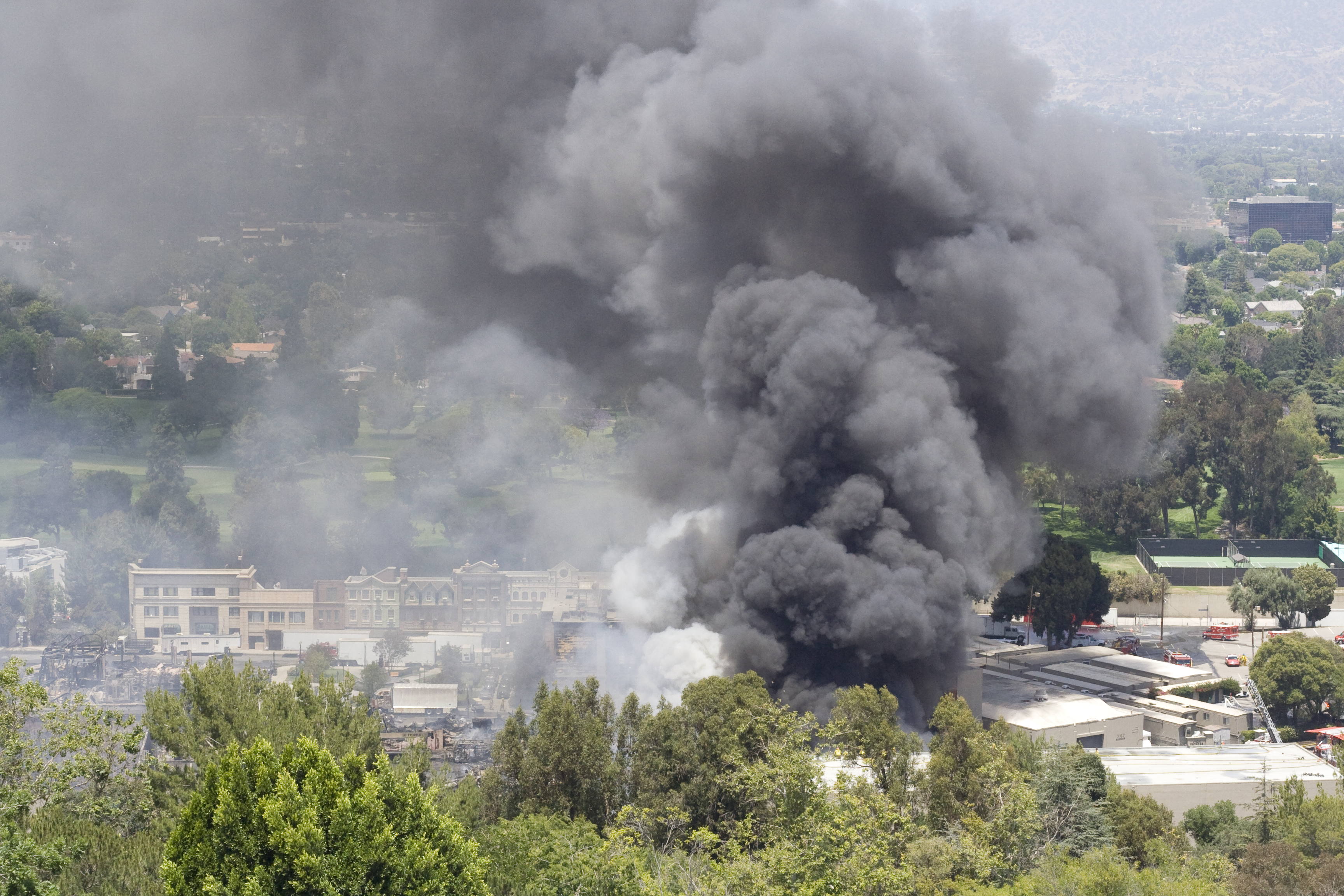
2008年大火造成的濃煙，濃煙左側可見到法院建築的正面

好萊塢環球影城外景片場曾發生過8次火災。首次發生於1932年，因附近的林火餘燼坡及造成4個電影場景被破壞，並造成超過10萬美元的損害。十七年後在1949年的另一次林火造成了一座建築全毀和兩座半毀 。1957年，紐約街頭場景因縱火造成50萬美元損失 。十年後於1967年，小歐洲地區和部分斯巴達廣場的損壞造成兩倍的損失。這次火災也摧毀了歐洲、 丹佛及拉勒米街場景。1987年，斯巴達廣場的剩餘部分和其他建築物被毀。此次火災被懷疑是和1957年事件同是縱火所致 。三年後，外景區又遭到另一次縱火。紐約街頭、賓漢場景和法院廣場大部分被毀。在1997年，第七次發生火警，法院廣場的部分再次被毀，但主體仍存在。
在2008年6月1日發生了史上最嚴重的火災。當天外景區總共發生三次火災。首先焊接工人不小心讓火花引燃周圍環境。洛杉磯縣消防部門通報紐約布朗史東街道、新英格蘭街、金剛遊樂設施、部分法院廣場的建築和電影儲存庫（非電影正本儲存庫，這裡保存電影的副本）被燒毀。空中新聞片段顯示法院建築奇蹟似的第三次逃過一劫，僅西側稍有燒焦。各地消防部門出動超過516位消防員，及兩架直升機灑水救災。14名消防隊員和3個洛杉磯縣員警受輕傷。由於消防隊員的水壓不足，經過長達12個小時後終於撲滅。
自1920年至今的環球數位視訊存檔、電影和電視經典在火災中損失，總數約為4萬到5萬部。環球音樂很多錄音帶母帶也被燒毀。環球主席羅恩·梅耶表示並沒有無法替代的損失，意指一切都將重建，需花費約50萬美元。數日後，據報導金剛設施將不會重建，並最終將以一個尚未公佈新景點取代。2008年8月環球改變了決策，決定重建以2005年新版《金剛》電影為藍本的遊樂設施。

### 年表
一如其他長壽的主題樂園，遊樂設施常因老舊或過時而遭到替換。環球影城多年來也有許多的設施變更。以下是環球影城好萊塢歷史上重要的事紀。
- 1930前 - 影城首度開放參觀
- 1930年代 - 因有聲電影到來而停止導覽
- 1932 - 首次外景火災
- 1949 - 第二次外景火災
- 1957 - 第三次外景火災
- 1964 - 以目前型態的參觀方式重新開放，樂園正式營運
- 1965 - 戰爭之王塔（War Lord Tower）營運
- 1967 - 第四次外景火災
- 1970 - 動物演員學院攝影棚營運
- 1974 - 遊園行程加入落岩特效表演
- 1975 - 千面之國（The Land of a Thousand Faces）化妝表演營運
- 1979 - 遊園行程加入星際爭霸戰（The Battle of Galactica）取代落岩特效
- 1980 - 德古拉古堡現場秀（The Castle Dracula Live Show）取代千面之國；荒野西部特技秀（The Wild Wild Wild West Stunt Show）營運
- 1983 - 科南冒險：劍與魔法秀（The Adventures of Conan: A Sword and Sorcery Spectacular）取代德古拉古堡現場秀
- 1984 - 試鏡戲院（The Screen Test Theatre）關閉，由星艦奇航記冒險（Star Trek Adventure）取代；天龍特攻隊現場特技秀（The A-Team Live Stunt Show）開始營運
- 1986 - 遊園行程加入金剛接觸（King Kong Encounter）
- 1987 - 第五次外景火災和邁阿密警探動作秀（Miami Vice Action Spectacular）取代天龍特攻隊現場特技秀

## 樂園規劃
環球影城好萊塢拆分為兩個區域，之間以名為星光大道（Starway）的多段電扶梯連接。這兩個區域通稱為上園區（Upper Lot）和下園區（Lower Lot）。兩區各有許多遊樂設施、表演和景點，以及食物、 飲料和商品販售點。

### 上園區

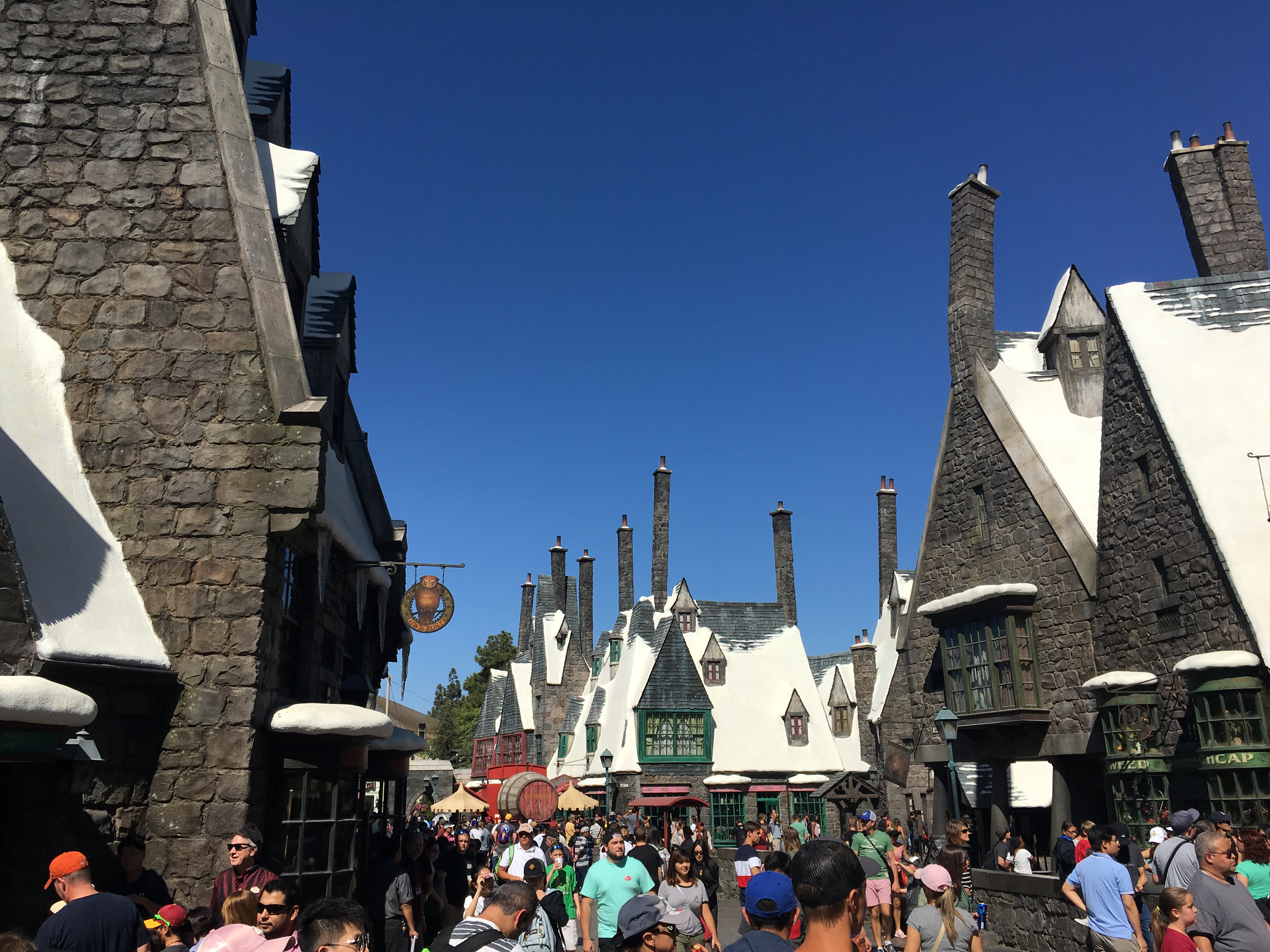
好萊塢環球影城-哈利波特村

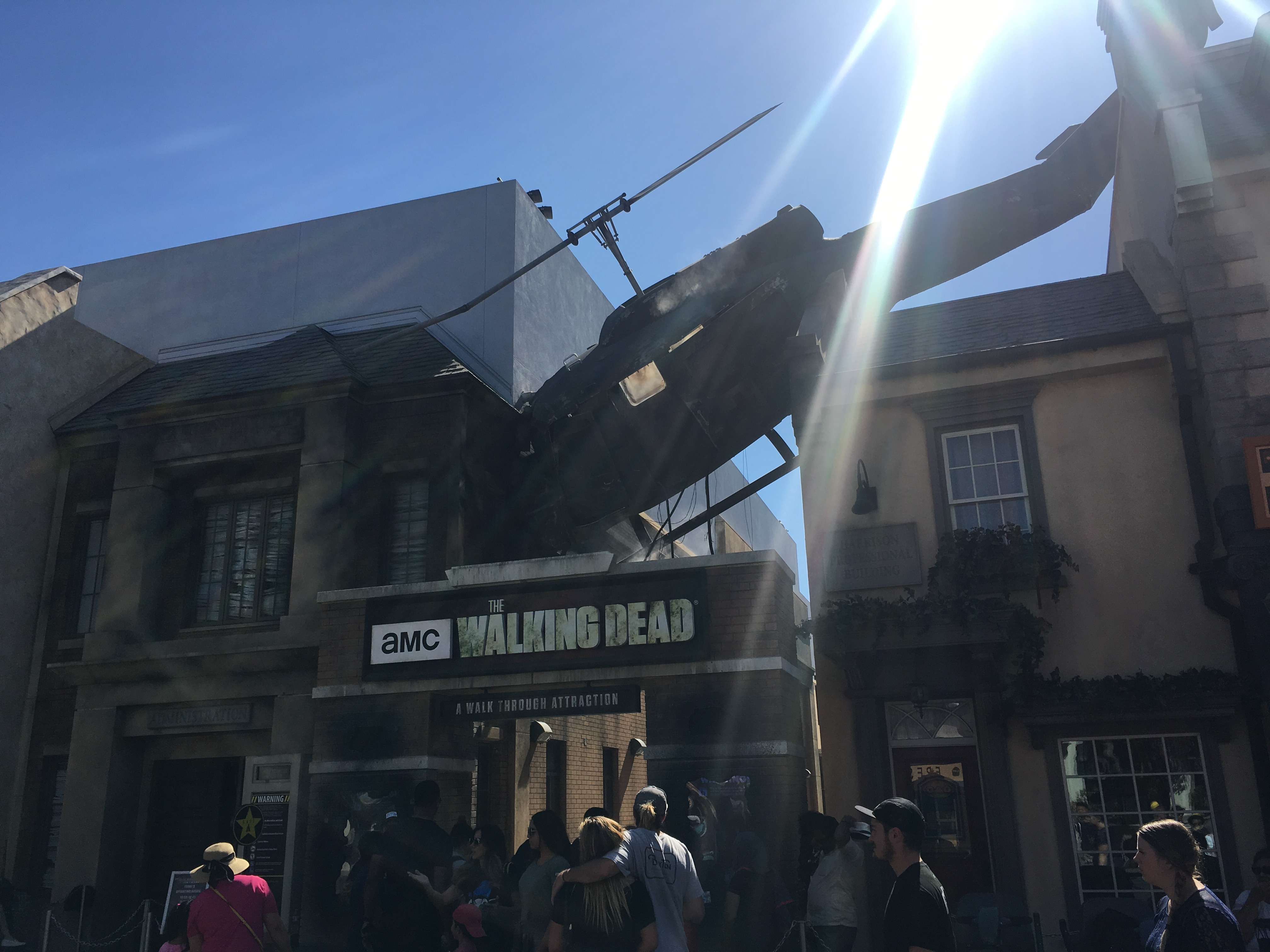
好萊塢環球影城-陰屍路

上園區內有多種適合家庭的表演和景點。這裡也有許多餐飲和商品店，同時也是樂園的入口。針對兒童和家庭的遊樂設施有「環球影城動物演員」和「辛普森虛擬過山車」。針對年長的遊客則提供了「恐怖鬼屋」（House of Horrors），為全年開放的鬼屋。
其他的節目包括现场水上表演水世界、藍調兄弟、特效舞臺、影城之旅等。上園區亦包括立體電影影院「夢工廠影院」用于播放由夢工廠動畫製作的短片4D立體電影。
在遊樂設施附近有各自的主題商店。《辛普森一家》的商品則在Kwik-E-Mart販售。為了紀念被「辛普森虛擬過山車」取代的「回到未來」遊樂設施，先前的布朗博士炸雞店仍持續營業。2010年末開放的新設施「金剛360度3-D」，則是影城之旅的一部分。
- 2014年春季起將開放新的遊樂項目《神偷奶爸：小小兵惡作劇》(Despicable Me Minion Mayhem)
- 2016年夏季起將開放新的遊樂項目《行屍走肉鬼屋》(The Walking Dead)[3]
- 2016年春季開放新的遊樂項目《哈利波特的魔法世界》(The Wizarding World of Harry Potter)[4]

### 下園區
兩個場區中較小的一塊。這裡是「侏儸紀世界激流勇進」、「NBC環球影片體驗館」、「木乃伊復仇過山車」，以及「變形金剛3D過山車」的所在地。「變形金剛3D過山車」是2012年春季開放的採用最新飛行模擬技術的3D騎乘設施。
如同世界上其它環球影城的侏儸紀世界遊樂設施，周圍的區域特點是一家名為「侏儸紀裝備」的商店，和命名為「侏儸紀海灣餐廳」的餐廳。同樣在木乃伊復仇出口處，也有名為古墓珍寶的禮品店招待訪客。「變形金剛3D過山車」出口處即是一家名為「變形金剛裝備補給站」的紀念品商店。

### 影城之旅
影城之旅 是一个大约45到60分钟的汽车巡游。它将带着游客从上园区到后园区。在后园区中，有一些电影、电视剧正在拍摄。这是好莱坞环球影城的标志性旅程。它的等待时间根据时间和淡旺季而不同。
在旅途的开始，有一段来自Jimmy Fallon的视频介绍。接着，车就会穿过山到达前园区。在穿过这里的舞台知乎会进入后园区的建筑群。之后，车会将游客带到法院广场 区和后园区的其他建筑。然后，车会进入一个隧道，并穿过一些景点：金刚: 360 3-D，进入 侏羅紀公園系列 的场景，遭遇一些 雙脊龍屬。接着，车会到达景点“山洪暴发”。再后，车穿过老墨西哥、德克萨斯六点、金剛 (2005年電影)的迷你模型。随后体验大地震景点，穿过小欧洲，电影主题为大白鯊 (電影)中的Amity岛,How The Grinch Stole Christmas中的Whoville, 驚魂記, 世界大战 (2005年电影)中飞机失事的场景。最后一个景点是, 速度与激情系列的速度与激情:增压。

## 公共交通
洛杉矶交通拥堵严重，搭乘轨道交通可避开堵车及停车难问题。LA Metro运营的洛杉矶地铁B线（原称红线）设有Universal City/Studio City站，出站后步行600米，或搭乘免费观光车就能到環球影城。从洛杉矶市中心搭乘地铁到环球影城仅需22分钟，从好莱坞星光大道一带地铁到环球影城仅需7分钟。关于LA Metro运营的轨道交通及公交车的具体线路班次信息可查阅LA Metro官网 （页面存档备份，存于）。

## 外部連結
- 官方网站
- 好萊塢環球影城在雲霄飛車資料庫上的頁面
- 维基导游上有關好萊塢環球影城的旅行指南